# AGIPI Billard Masters
Das AGIPI Billard Masters war ein Dreiband-Turnier, das in Schiltigheim in Frankreich ausgetragen wurde.
Das Einladungsturnier für die besten Dreibandspieler der Welt wurde von 2008 bis 2013 insgesamt sechsmal ausgetragen. Am 5. Oktober 2013 wurde bekannt gegeben, dass der „Vater“ und Förderer des Turniers, Claude Fath, von seinem Amt als Direktor der AGIPI zurücktrat. Da sein Nachfolger eher dem Fußball als dem Billard zugetan ist, wird es ab der Saison 2013/14 keine Fortsetzung des nach dem Crystal-Kelly-Cup höchstdotierten Dreiband-Turniers mehr geben.
Die Spiele wurden ausführlich auf dem Fernsehkanal Eurosport 2 und im Internet über Kozoom live übertragen.

## Modus
Es wurde in vier Gruppen à fünf Spieler gespielt. Die zwei Gruppenbesten qualifizieren sich für die Finalrunde. Hier wurde in zwei Gruppen à vier Spieler gespielt. Die beiden Gruppenersten qualifizierten sich für das Halbfinale. Die Halbfinalsieger bestritten das Finale. Gespielt wurde bis 50 Points. Ab 2009: Die letzten 8 spielten Viertelfinale, Halbfinale und Finale.
Das 2012er-Turnier startete mit 28 Teilnehmern. 8 Spieler waren für die beiden Qualifikationsgruppen vor dem Viertelfinale gesetzt. Der Rest musste sich über Qualifikationsrunden qualifizieren, ein dritter Platz wurde wieder ausgespielt. Das Finale vom 22.–25. März 2012 sendete Eurosport 2 und kozoom wieder Live.

## Preisgeld
Im Gegensatz zu den meisten anderen Karambolageturnieren, wurde hier die Gewinnsumme der einzelnen Spieler nach ein sogenanntes Bonussystem ausgezahlt. Neben der festen Summe für die entsprechende Platzierung konnte ein Spieler noch diverse Boni erhalten. Folgende Liste zeigt den Bonusschlüssel der 2013 Austragung:
| Platz                      | Preisgeld |
| -------------------------- | --------- |
| Finalrunde                 |           |
| Sieger                     | 20.000 €  |
| Finalist                   | 8.000 €   |
| Halbfinalist               | 3.000 €   |
| Viertelfinalist            | 1.500 €   |
| Gruppenphase A–D           |           |
| Gewonnen                   | 500 €     |
| Unentschieden              | 375 €     |
| Verloren                   | 250 €     |
| Bonus je Qualifikant       | 450 €     |
| Qualifikation              |           |
| Gewonnen                   | 300 €     |
| Unentschieden              | 225 €     |
| Verloren                   | 150 €     |
| Boni                       |           |
| Höchstserie (HS)           |           |
| HS = 10–14                 | 500 €     |
| HS = 15–19                 | 750 €     |
| HS = 20 ≥                  | 1.000 €   |
| Best Game (BG)             |           |
| BG 20 ≤ Aufn.              | 500 €     |
| Weltrekorde *1             |           |
| HS ≤ 28                    | 10.000 €  |
| BG (50 Pkt. in ≥ 5 Aufn.)  | 10.000 €  |
| Turnierrekorde *1          |           |
| HS ≤ 23                    | 2.500 €   |
| BG (50 Pkt. in ≥ 11 Aufn.) | 2.500 €   |

Anmerkungen
- *1 Die Boni konnten nicht kombiniert werden

Das Preisgeld betrug für 2008 insgesamt 121.450 €, wovon der Sieger 28.050 € erhielt. Der Zweitplatzierte Dick Jaspers gewann, dank Sonderprämien, sogar 28.900 € und bekam auch die größte Börse von 29.200 € (2010). Die höchste Gesamtsumme bisher wurde 2011 ausgezahlt. Die niedrigste Börse wurde 2013 mit 109.600 € ausgezahlt. Dies kam unter anderem dadurch zustande, dass während des Turniers weniger Höchstserien als in den anderen Jahren gespielt wurden.
bisher ausgezahlte Gesamtsummen
- 2008: 121.450 €
- 2009: 124.450 €
- 2010: 116.800 €
- 2011: 127.800 €
- 2012: 123.400 €
- 2013: 109.600 €

## Turnierstatistik
Der GD gibt den Generaldurchschnitt des jeweiligen Spielers während des Turniers an. Die Zahlen hinter den Akteuren gibt 1. den GD, 2. die Höchstserie und 3. die Gesamt-Gewinnsumme an.
| Nr. | Jahr | Sieger            | GD HS Preisgeld   | Platz 2           | GD HS Preisgeld   | Halbfinalist (3.)    | GD HS Preisgeld   | Halbfinalist (4.) | GD HS Preisgeld   | Ref.          |
| --- | ---- | ----------------- | ----------------- | ----------------- | ----------------- | -------------------- | ----------------- | ----------------- | ----------------- | ------------- |
| 1   | 2008 | Torbjörn Blomdahl | 2,048 11 28.050 € | Dick Jaspers      | 2,211 22 28.900 € | Frédéric Caudron     | 1,796 12 13.500 € | Semih Saygıner    | 1,510 18 12.250 € | [ 4 ] [ 5 ]   |
| 2   | 2009 | Dick Jaspers      | 1,954 20 20.550 € | Torbjörn Blomdahl | 1,66 12 14.450 €  | Frédéric Caudron     | 1,854 15 12.850 € | Roland Forthomme  | 1,624 11 10.300 € | [ 6 ] [ 7 ]   |
| 3   | 2010 | Dick Jaspers      | 2,096 11 29.200 € | Frédéric Caudron  | 2,399 11 22.950 € | Marco Zanetti        | 1,958 19 10.500 € | Roland Forthomme  | 1,535 15 06.900 € | [ 8 ] [ 9 ]   |
| 4   | 2011 | Choi Sung-won     | 1,666 12 25.350 € | Jérémy Bury       | 2,106 15 13.950 € | Filipos Kasidokostas | 1,923 21 08.200 € | Marco Zanetti     | 2,057 12 09.950 € | [ 10 ] [ 11 ] |
| 5   | 2012 | Torbjörn Blomdahl | 1,953 20 27.200 € | Kim Kyung-roul    | 1,865 12 13.200 € | Martin Horn          | 2,157 17 09.950 € | Choi Sung-won     | 1,724 13 07.950 € | [ 12 ] [ 13 ] |
| 6   | 2013 | Marco Zanetti     | 1,915 16 24.450 € | Frédéric Caudron  | 2,165 20 13.450 € | Dick Jaspers         | 1,943 11 06.825 € | Cho Jae-ho        | 1,815 12 06.950 € | [ 14 ] [ 15 ] |